# Reno Isaac
Reno Isaac est un compositeur, sound designer et illustrateur sonore français.
Au tournant des années 1970-1980, il est le chanteur et guitariste du groupe post-punk WC3. Depuis le milieu des années 1990, il travaille pour le cinéma, la mode, le théâtre et la télévision.
Il participe à différents projets d'art contemporain, et crée en 2006 avec Julia Scott le groupe me&JU.
De 2000 à 2013, il conçoit la plupart des bandes-son des shows du designer Martin Margiela pour Hermès et Maison Martin Margiela. Depuis 2013, il travaille régulièrement pour de grandes expos internationales et des projets muséaux.[réf. nécessaire]

## Cinéma

### Longs métrages
- 1986 : L'Amant magnifique d'Aline Issermann avec Isabel Otero, Hippolyte Girardot, Robin Renucci
- 1988 : La Vallée des anges d'Aline Issermann avec Mireille Perrier, Jessica Forde, Michel Didym
- 1991 : L'Ombre du doute d'Aline Issermann avec Alain Bashung, Sandrine Blancke, Mireille Perrier, Josiane Balasko, Thierry Lhermitte, Roland Bertin, Feodor Atkine
- 2003 : Moi César, 10 ans ½, 1m39 de Richard Berry avec Jules Sitruk, Maria de Medeiros, Joséphine Berry, Anna Karina, Stéphane Guillon
- 2004 : Éros thérapie de Danièle Dubroux avec Catherine Frot, François Berléand, Isabelle Carré, Melvil Poupaud, Eva Ionesco
- 2004 : Le Silence d'Orso Miret avec Mathieu Demy, Natacha Régnier, Thierry de Peretti
- 2005 : Quand je serai star de Patrick Mimouni avec Arielle Dombasle, Eva Ionesco et Pierre-Loup Rajot
- 2007 : Il sera une fois... de Sandrine Veysset avec Alphonse Emery, Michael Lonsdale, Dominique Reymond, Marc Barbé
- 2008 : La Loi de la forêt d'Eva Ionesco avec Olivier Rabourdin, Eve Bitoun, Louis Do de Lencquesaing, Eva Ionesco
- 2008 : Soit je meurs, soit je vais mieux de Laurence Ferreira Barbosa avec Florence Thomassin, François Civil
- 2008 : Les Inséparables de Christine Dory avec Guillaume Depardieu, Marie Vialle, Antoine Chappey
- 2014 : Le Vertige des possibles de Vivianne Perelmuter avec Christine Dory, Marie Payen, Vincent Dieutre
- 2015 : Rendez-vous à Atlit de Shirel Amitay avec Géraldine Nakache,Yaël Abecassis, Judith Chemla, Pippo Delbono, Arsinée Khanjian
- 2017 : L'histoire d'une mère de Sandrine Veysset avec Lou Lesage, Catherine Ferran
- 2022 : La Fille d'Albino Rodrigue de Christine Dory avec Emilie Dequenne, Galatéa Bellugi, Romane Bohringer, Samir Guesmi

#### Participations
Avec me&JU :
- 2019 : Vif-Argent de Stéphane Batut avec Judith Chemla, Thimotée Robart ... (Prix Jean Vigo 2019)
- 2014 : Arrête ou je continue de Sophie Fillières avec Emmanuelle Devos, Mathieu Amalric ...

### Courts métrages
- 1987 : Bénie soit celle par qui le scandale arrive d'Aline Issermann avec Mireille Perrier et Daniel Jegou
- 2004 : RAS d'Emmanuel Salinger
- 2005 : Blonde et Brune [archive] de Christine Dory avec Aude Briant, Christèle Tual, Pierre Louis-Calixte
- 2009 : Bien joué de Sandrine Veysset avec Jeanne Moreau et Michael Lonsdale
- 2010 : Camille et Djamila de Souad Amidou avec Laura Favali, Madjouline Idrissi
- 2010 : Modern Spleen (film d'animation) de Lisa Lugrin et Clément Xavier
- 2012 : L'homme qu'il me faut de Sandrine Veysset avec Jeanne Moreau et Gérard Depardieu
- 2012 : L'Amour... l'Amour de Sandrine Veysset avec Jeanne Moreau et Isabelle Huppert
- 2013 : Grand Tour de Marie Eve de Grave avec Jean-François Stévenin et Fabrice Adde
- 2023 : De l'Aube à l'Aube de Yann Goven avec Yann Goven, Bela Goven, Anna Mouglalis

## Mode, projets muséaux, événements, expositions
Entre 1999 et 2003, le créateur belge Martin Margiela demande à Reno Isaac de réaliser la bande son des shows de la Maison Hermès dont il est le styliste puis de ceux de la Maison Martin Margiela entre 2003 et 2012.
A cette période, pour Hermès, il réalise des bandes-son et des miniatures sonores pour des évènements mis en scène par le chef-décorateur et scénographe Antoine Platteau.
Depuis 2012, il participe en collaboration avec La Méduse à de nombreux projets muséaux et de grandes expositions, comme Christian Dior : Designers of Dreams à Paris, Londres, Shangaï, Chengdu, New-York, Riyadh ... (2018-2022).
Entre 2019 et 2021, il travaille en tant que principal sound-designer et compositeur pour la collection permanente du Nasjonalmuseet (National Museum of Norway), issu de la réunion des trois grands musées nationaux norvégiens.

## Télévision

### Fictions
- 1995 : L'Avocate (série en quatre épisodes avec Corinne Dacla, François Léotard, François Marthouret, Nathalie Cardone...) : Délit de Fuite de Michel Wyn ; Le prix d'une Vie de Philippe Lefèbvre ; Linge sale en famille de Philippe Lefèbvre ; Droit de visite de Michel Wyn.
- 1996 : Une femme en blanc (série en six épisodes avec Sandrine Bonnaire, Christian Brendel, Laure Killing, Jean Claude Adelin...)
- 1997-2001 : La Kiné (série en dix épisodes avec Charlotte Kady, Jacques Penot...) : Le Saut dans le vide d'Aline Issermann ; Double drame d'Aline Issermann ; Virage fatal d'Aline Issermann ; L'Invitée d'André Chandelle ; Patient 18 de Daniel Vigne ; Retour au sommet de Daniel Vigne ; La Clinique blanche d'Aline Issermann ; Stade 3 d'Aline Issermann ; La Gagne d'Aline Issermann ; Le Premier pas d'Aline Issermann.
- 1998 : Telle mère, telle Fille de Élisabeth Rappeneau avec Chantal Lauby, Richard Bohringer...
- 1999 : Décollage immédiat (série en six épisodes réalisés par Aline Issermann, avec Laure Marsac, Sabine Haudepin, Aurélien Recoing...) : L'Enfance volée ; La Chute d'Icare ; Le Syndrome de Janus ; Les Ailes de la ville ; La Rançon de l'oubli ; Souvenirs, souvenirs.
- 2008 : Marie-Octobre de Josée Dayan avec Nathalie Baye, Xavier Beauvois, Jacques Spiesser, Etienne Chicot...
- 2009 : On achève bien les disc-Jockeys de Orso Miret avec Francis Renaud, Lubna Azabal, Jean-Bernard Pouy...
- 2009 : L'Homme aux Cercles Bleus (Fred Vargas)de Josée Dayan avec J-H Anglade, Jean-Pierre Léaud, Charlotte Rampling
- 2009 : L'Homme à l'envers (d'après Fred Vargas) de Josée Dayan avec Jean-Hugues Anglade, Hélène Fillières, Jacques Spiesser...
- 2010 : Un Lieu Incertain (Fred Vargas) de Josée Dayan avec Jean-Hugues Anglade, Pascal Greggory, Charlotte Rampling...
- 2011 : Mon ami Pierrot de Orso Miret avec Olivier Rabourdin, Arly Jover, Valentin Tinchant...
- 2014 : La Vie des Bêtes de Orso Miret avec Jonathan Zaccaï, Sarah Adler...
- 2021 : Un Alibi de Orso Miret avec Pascal Demolon, Yannick Choirat, Annelise Hesme, Sara Martins...
- 2021 : La Vie devant Toi de Sandrine Veysset avec Zoé Héran, Maïra Schmitt, Éléonore Bernheim...
- 2022 : Les Malvenus de Sandrine Veysset avec Géraldine Pailhas, Sophie Guillemin, Yannick Choirat, Jonathan Zaccaï...
- 2024 : Sur la Dalle (Fred Vargas) de Josée Dayan avec Yvan Attal, Virginie Ledoyen, Sylvie Testud, Louis-Do de Lencquesaing...

### Documentaires
- 1992 : Le Cabinet d'amateur de Bruno Rosier et Hélène Broomberg in L'Œil du cyclone
- 2005 : Et ELLE créa la femme de David Teboul
- 2005 : Immersion (avec Maxime Chattam) de Marina Ladous
- 2006 : 2 Papas à Manhattan de Philippe Baron
- 2010 : making-of de Un lieu incertain (Josée Dayan) par Simon Eléphant
- 2023 : 365 Jours de Sandra Thevenet et François Tourtet

## Artworks
Reno Isaac travaille pour des performances d'art contemporain avec des artistes tels que :
- Bruno Rosier : Au Volant de mes pensées (1999) — Galerie Michel Gillet ; Ceù (2003) — Aéroport d'Orly ; Le Bureau du météorologiste (2005) — Centre d'art contemporain de Lacoux ; C'est quand la mer ? (2008) — art vidéo ; Supervues (2009) — Vaison-la-Romaine ; L'Absente (2014) — Montreuil ;
- Nathalie Talec : L'Amour ça fait du bruit (2006) — [La Force de l'Art] — Grand Palais ; Haute-Fidélité (2006) — Le Louvre ; Snow Singing, Are You With Me? (2008) — MACVAL ;
- Eva Ionesco : La Loi de la Forêt (2007) — art vidéo avec Olivier Rabourdin, Eve Bitoun, Louis Do de Lencquesaing, Eva Ionesco
- The Andko Project : Une Installation portative (2013) — Ivry ; : Udi Pwé Desk (août 2014) — Nouvelle-Calédonie.
- Dune Varela : INFERNO (2021) ; Après Paradise (2019) ;
- Lidia Serpa : SEED (2022) — Palais de Tokyo.

## Théâtre
- 1999 : Pas de quartier pour ma Viande de Filip Forgeau, mise en scène Filip Forgeau, Théâtre de l'Union - Limoges ;
- 2000 : La Chambre noire de Filip Forgeau, mise en scène Filip Forgeau, Théâtre de l'Union - Limoges ;
- 2003 : La Dispute de Marivaux, mise en scène Filip Forgeau avec Feodor Atkine, Fabienne Babe, Mireille Perrier Festival National de Bellac ;
- 2005 : La Maison des morts de Ph.Minyana, mise en scène R.Cantarella, avec Catherine Hiegel, Catherine Ferran, Pierre Vial, Comédie-Française ;
- 2006 : Cyrano d'après Edmond Rostand, mise en scène Christina Paulhofer avec Florian Müller-Morungen, Mavie Hörbiger Basel Theater Opera ;
- 2008 : Voilà de Philippe Minyana, mise en scène Florence Giorgetti avec Nicolas Maury, Florence Giorgetti, Hélène Foubert, Théâtre du Rond-Point ;
- 2008 : Une petite douleur de Harold Pinter, mise en scène Julien Fisera avec Mireille Roussel, Emilien Tessier ;
- 2008 : 20 novembre de Lars Noren, mise en scène Julien Fisera, avec Grégoire Tachnakian ;
- 2010 : Gare du Nord-les Voix de Claire Simon, (résidence in La Villette) avec Samir Guesmi, Jacques Nolot, Ophelia Kolb ;
- 2011 : Les Rêves de Margaret de Ph.Minyana, mise en scène Florence Giorgetti avec Nicolas Maury, Hélène Foubert, Emilien Tessier Théâtre de la Ville ;
- 2011 : Mademoiselle Julie d'August Strindberg, mise en scène Frédéric Fisbach avec Juliette Binoche, Nicolas Bouchaud Festival In Avignon ;
- 2012 : La Petite maison de Noëlle Renaude, mise en scène R. Cantarella avec Laetitia Spigarelli, Florence Giorgetti, Cécile Fisera... Scène Nationale d'Evreux ;
- 2012 : Inventaire de Philippe Minyana, mise en scène Robert Cantarella avec Judith Magre, Edith Scob, Florence Giorgetti ;
- 2013 : La Station Champbaudet de Labiche, mise en scène R.Cantarella avec Emilien Tessier, Béatrice Houplain, Benoît Mochot, Delphine Lainé... ;
- 2014 : Grisélidis Real ou l'Orgueil de la survie, mise en scène Robert Cantarella, Scène Nationale d'Evreux avec Florence Giorgetti ;
- 2014 : 1979, mise en scène Nicolas Maury avec Kate Moran, Laetitia Spigarelli, Maud Wyler, Cecilia Bengolea, Pauline Lorillard, La Ménagerie de Verre.

## me&JU, Reno Isaac, WC3

### me&JU
En 2006, Reno Isaac forme le duo me&JU avec  la chanteuse américaine Julia Scott originaire de Chicago.
- 2016 : One in 10

### Reno Isaac
- 1989 : À nos loopings — LP — Guérillera EPM records
- 1990 : Qui a tué David Hosansky ? — EPM records
- 1991 : Touche ! — LP — Remark Polygram records

### WC3
Reno Isaac est chanteur et guitariste de WC3 entre 1978 et 1984.
- 1979 : Contagion — EP / vinyl — Humide records
- 1980 : WC3 — CBS records
- 1982 : Modern Musique — LP — CBS records
- 1984 : La Machine Infernale — LP — CBS records
- 1989 : compilation — LP — CBS records
- 2006 : réédition démos Démos 79-80 — Seventeen records
- 2014 : réédition La Machine Infernale — LP
- 2015 : A3 dans les WC — LP 5 titres vinyl